# Брянская верфь

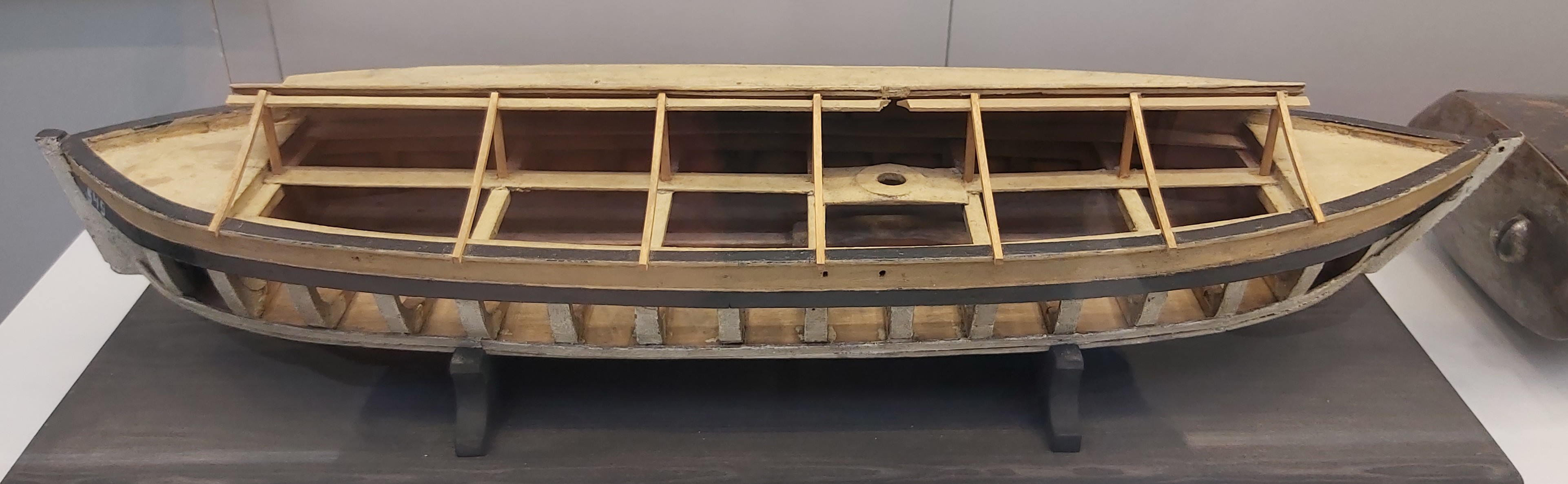
Модель струга из коллекции ЦВММ

Брянская верфь — судостроительная верфь, действовавшая в Брянске в начале XVIII века.
Начало казённому судостроению в Брянске положил указ Петра I от 1696 года, согласно которому гетману И. С. Мазепе поручалось организовать строительство стругов под руководством думного дворянина С. П. Неплюева, для участия в Азовском походе русских войск. В Брянск прибыли семь запорожских мастеров-судостроителей, в том числе Василий Богуш и М. Романович.  К весне того же года было изготовлено 42 струга больших размеров (по 21,34 м), 46 стругов малых  (13,87 — 10,67 м) и 45 лодок однодеревных. На них по реке Десне сплавляли к Киеву хлебные запасы, полковые и верховые пушки.
В 1697 году к «стругову» делу в Брянске был назначен стольник Семён Фёдоров сын Грибоедов. В это время на верфи работали мастера-судостроители И. Ренс, Е. Хартоха, парусные мастера В. Бенн и К. Крестьян. К маю 1697 года на Брянской верфи изготовили около 200 стругов. Все они предназначались для доставки грузов и снабжения боевого флота. В том же году на верфи стали строить первые галеры. Русский поэт А.С. Пушкин в своих материалах «История Петра. Подготовительные тексты. 1695-1698» писал: «Сверх воронежской Пётр устроил другую верфь в Брянске на реке Десне, на коей строились галеры».
С 1698 года в Брянске началось строительство «морских стругов» по образцу построенного струга на Преображенской верфи в 1696 году, но больших размеров. К маю на верфи было построено 345 судов, из них 179 морских, а также 52 лодки и один бот. Суда, построенные в Брянске в 1696-1698 годах, в боевых действиях не участвовали. С заключением Константинопольского договора 1700 года Днепровская (Брянская) флотилия фактически прекратила своё существование и строительство судов в Брянске прекратилось.
В 1724 году по указу Петра I было «велено во Брянску изготовить лесов на 2 больших и на 3 меньших прамов, також де на 3 остродонных и на 4 плоскодонных галер и для того из Адмиралтейской коллегии посланы мастеровые люди, а в 726-м году указом подтверджено, чтоб те суды конечно были зделаны, кои и стоятцца». Работами руководил унтер-лейтенант  Пётр Кашкин. Строительство галер по чертежу кораблестроителя Федосея Скляева вёл галерный мастер Мокей Черкасов. Его помощником был галерный подмастерье  Андрей Алатчанинов, который в 1726 году осматривал и освидетельствовал леса для строительства судов на Брянской верфи.
После смерти Петра Верховный тайный совет остановил в Брянске строительство судов. 23 июня 1729 года последовал дополнительный указ о консервации строительства и сохранении корабельных материалов. 
С началом новой русско-турецкой войны (1735—1739 годов) возникла необходимость развития Днепровской флотилии и строительства новых судов для неё. Первыми кораблями новой флотилии, согласно распоряжению статского советника Зыбина, должны были стать 20 однодеревных и 40 дощаных лодок, а также плашкоуты для переправ армии. Кроме того, было решено достроить галеры и прамы, заложенные на Брянской верфи в 1724 году. По указу Сената от 4 января 1737 года на верфи под общим руководством контр-адмирала В. А. Дмитриева-Мамонова были построены 400 6-пушечных дубель-шлюпок по чертёжу обер-интенданта Р. Броуна и 3 малых 8-пушечных прама, которые  отправили вниз по рекам Десне и Днепру, однако из-за трудных условий плавания на реках к зиме достигли только Самары. В 1738 году на верфи построили двадцать 4-пушечных бригантин и два больших 44-пушечных прама. Большие прамы  были переведены в Киев, где использовались в качестве плавучих батарей. 
После заключения мира с Турцией 15 октября 1739 года вышел указ Анны Иоанновны об упразднении Днепровской флотилии, в связи с этим строительство судов в Брянске прекратилось.